# Giwat Ze’ew
Giwat Ze’ew (hebr. ‏גִבְעַת זְאֵב‎,  arab. ‏چفعت زئيف‎) – samorząd lokalny położony w Dystrykcie Judei i Samarii, w zachodniej części Samarii w Izraelu. Miejscowość jest położona  pomiędzy terytoriami Autonomii Palestyńskiej.

## Historia
Osada została założona w 1982. W 1984 osada otrzymała status samorządu lokalnego.

## Demografia
Zgodnie z danymi Izraelskiego Centrum Danych Statystycznych w 2006 roku w osadzie żyło 10,8 tys. mieszkańców.
Populacja osady pod względem wieku (dane z 2006):
| Wiek (w latach) | Procent populacji w % |
| --------------- | --------------------- |
| 0-4             | 8,7%                  |
| 5-9             | 8,9%                  |
| 10-14           | 10,2%                 |
| 15-19           | 10,8%                 |
| 20-29           | 17,8%                 |
| 30-44           | 17,1%                 |
| 45-59           | 18,7%                 |
| ponad 60        | 7,8%                  |

Źródło danych: Central Bureau of Statistics.